# Lijst van burgemeesters van Middenschouwen
Dit is een lijst van burgemeesters van de voormalige Nederlandse gemeente Middenschouwen van het ontstaan op 1 januari 1961 bij de samenvoeging van (grote delen van) Duivendijke, Elkerzee, Ellemeet en Kerkwerve totdat het op 1 januari 1997 opging in de gemeente Schouwen-Duiveland.
| Ambtsperiode | Naam burgemeester   | Partij of stroming | Bijzonderheden                           |
| ------------ | ------------------- | ------------------ | ---------------------------------------- |
| 1961 - 1973  | Simon (S.) Francke  | ARP                | al sinds 1952 burgemeester van Kerkwerve |
| 1973 - 1978  | Evert (E.) Baerends | ARP                |                                          |
| 1979 - 1997  | Wim (W.) den Boer   | ARP / CDA          |                                          |